# Wolfsmühle (Ettenstatt)
Wolfsmühle ist ein Gemeindeteil von Ettenstatt im Landkreis Weißenburg-Gunzenhausen (Mittelfranken, Bayern). Wolfsmühle liegt in der Gemarkung Hundsdorf. In Wolfsmühle gibt es eine Verkaufsstelle für Mühlenerzeugnisse.

## Lage
Die Einöde liegt am Rand des Felchbachtales unterhalb des Fränkischen Jura, nahe Hundsdorf, einen Kilometer (Luftlinie) südwestlich von Ettenstatt. Südlich mündet der Stickelgraben in den Rohrbach, der direkt südwestlich am Ort vorbeifließt.

## Geschichte
Wolfmühle war Gemeindeteil von Hundsdorf, bevor es sich 1978 im Zuge der Gemeindegebietsreform der Gemeinde Ettenstatt anschloss.